# Julijonas Krimeris
Julijonas Krimeris (* 5. Dezember 1932) ist ein litauischer Schachspieler. Er spielt auch Fernschach. Seit 1971 trägt Krimeris den Titel „Internationaler Fernschachmeister“.
Bei der litauischen Einzelmeisterschaft im Nahschach belegte Krimeris 1954 den 6. Platz, 1955 den 4. Platz, 1956 den 9. Platz, 1958 den 9. Platz, 1959 den 10. Platz, 1960 den 9. Platz, 1962 den 6. Platz, 1964 den 9. Platz, 1967 den 15. Platz und 1973 den 13. Platz.
1992 betrug seine Fernschach-Elo-Zahl 2153.